# Fenix Toulouse HB

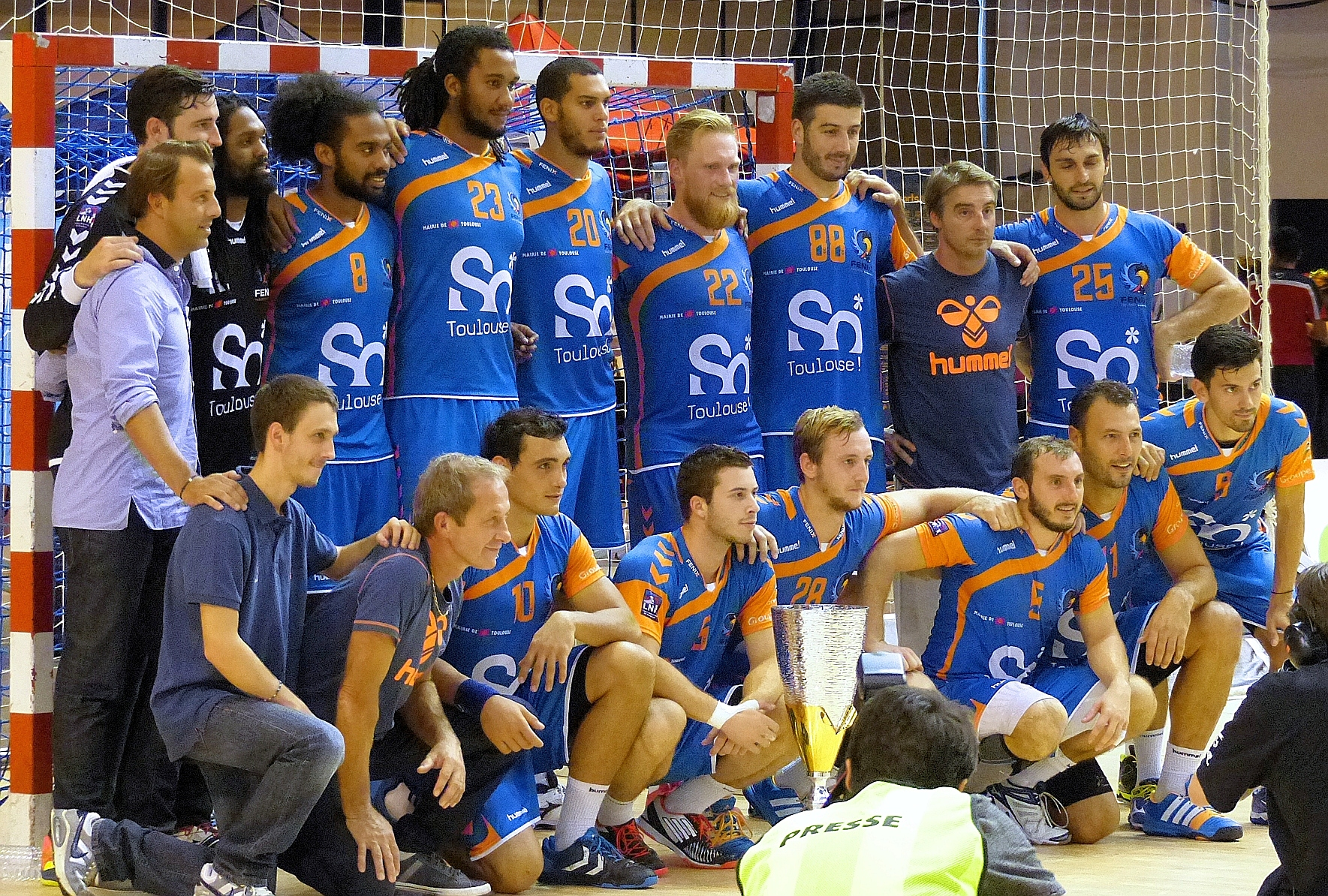
Spelartruppen i augusti 2014.

Fenix Toulouse Handball är en handbollsklubb från Toulouse i Frankrike, bildad 1964. Deras hemmaplan är Palais des sports André-Brouat.

## Spelare i urval
- Danijel Anđelković (2010–2016)
- Andreas Cederholm (2016–2017)
- Jérôme Fernandez (1997–1999, 2011–2015)
- Damien Kabengele (2010–2013)
- Daouda Karaboué (2010–2013)
- Christophe Kempé (1996–1999, 2001–2010)
- Markus Olsson (2018–2020)
- Claude Onesta (1975–1987)
- Fredric Pettersson (2016–2018, 2021–)
- Valentin Porte (2008–2016)
- Ferran Solé (2016–)
- Cédric Sorhaindo (2009–2010)
- Miha Žvižej (2012–2016)

## Huvudtränare genom åren
- Claude Onesta (1987–2001)
- Rudi Prisăcaru (2002–2005)
- Laurent Bezeau (2005–2009)
- Raphaël Geslan (2009–2011)
- Joël da Silva (2011–2014)
- Antonio "Toni" García Guerrero (2014–2015)
- Philippe Gardent (2015–2021)
- Danijel Anđelković (2021–)